# Баранов, Матвей
Матвей Баранов (ивр. מאטוויי ברנוב‎; 2 сентября 1965) — израильский борец греко-римского стиля, участник Олимпийских игр.

## Спортивная карьера
В сентябре 1991 года на чемпионате мира в болгарской Варне занял 9 место. В июле 1992 года на Олимпиаде в Барселоне первый раунд пропускал, во втором уступил болгарину Стояну Стоянову, а в третьем раунде проиграл американцу Родни Смиту.

## Спортивные результаты
- Чемпионат мира по борьбе 1991 — 9;
- Олимпийские игры 1992 — 11;